# Auribeau
Auribeau je francouzská obec v departementu Vaucluse, v regionu Provence-Alpes-Côte d'Azur. Protéká jí říčka Aigue Brun.

## Geografie
Sousední obce: Saignon, Castellet, Sivergues a Villars.

## Vývoj počtu obyvatel
Počet obyvatel